# Seznam lublaňských biskupů a arcibiskupů

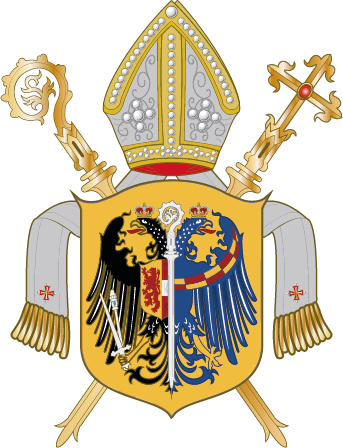
Znak lublaňské arcidiecéze

Toto je úplný seznam biskupů a od roku 1964 arcibiskupů lublaňské (arci)diecéze. Do roku 1898 lublaňským biskupům náležel současně knížecí titul.

## Biskupové lavantští (lat.:Labacensis) s knížecím titulem
- Zikmund z Lamberka (1463–1488)
- Christophorus Rauber (1494–1536)
- Franz Kazianer (1536–1543)
- Urban Textor (1543–1558)
- Peter von Seebach (1558–1568)
- Konrad Adam Glušič (1571–1578)
- Baltazar Radlič (1579)

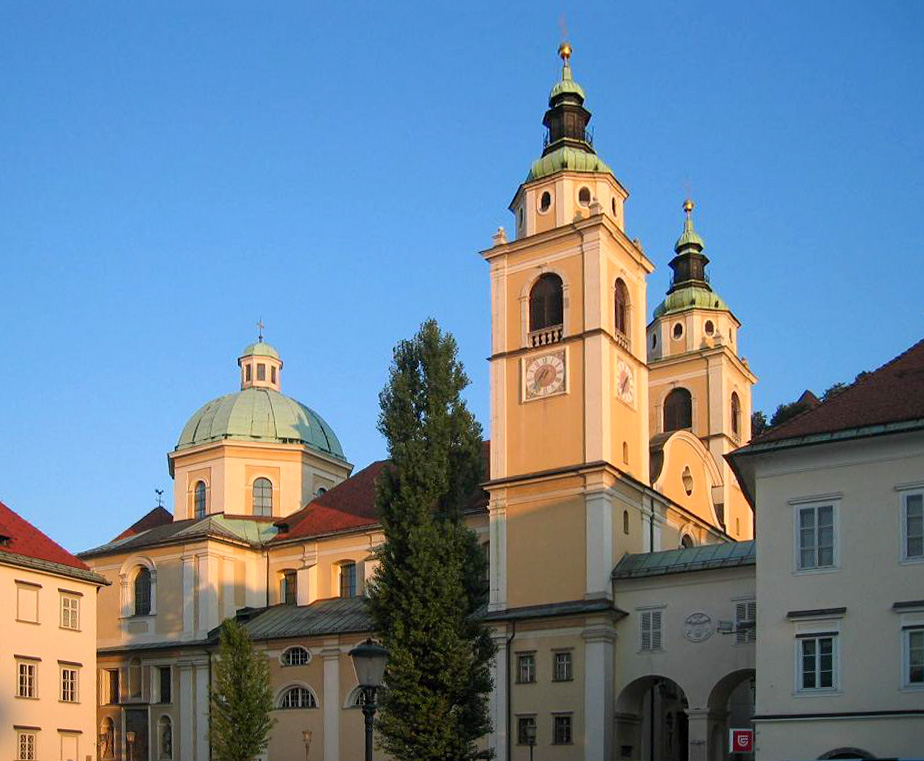
Katedrála svatého Mikuláše v Lublani

- Joannes Tautscher (Janez Tavčar) (1580–1597)
- Thomas Chrön (Tomaž Hren) (1597–1630)
- Rinaldo Scarlichi (1630–1640)
- Otto Bedřich z Puchheimu (1641–1664)
- Josef Rabatta (1664–1683)
- Zikmund Kryštof z Herbersteinu (1683–1701)
- František Ferdinand Khünburg (1701–1711, později arcibiskup pražský)
- František Karel z Kounic (1711–1717)
- Vilém z Leslie (1718–1727)
- Leopold Antonín z Firmianu (krátce 1727, pak arcibiskup salcburský)
- Zikmund Felix ze Schrattenbachu (1728–1742)
- Arnošt Amadeus Tomáš z Attems (1742–1757)
- Leopold Josef z Petazzi (1760–1772)
- Jan Karel z Herbersteinu (1772–1787)
- Michal Brigido (1787–1806, poté biskup spišský)
- Anton Kautschitz (Kavčič) (1807-1814)
- Augustin Jan Josef Gruber (1815-1823, poté arcibiskup salcburský)
- Anton Alois Wolf (1824–1859)
- Bartholomäus Widmer (Jernej Vidmar) (1860–1875)
- Johann Chrysostomos Pogacar (Janez Zlatoust Pogačar) (1875–1884)
- Jakob Missia (1884-1898, později arcibiskup gorický)

### Biskupové lublaňští
- Anton Bonaventura Jeglič (1898-1930)
- Gregorij Rožman (1930-1959)
- Anton Vovk (1959–1963)

## Arcibiskupové lublaňští (od r. 1964)
- Jože Pogacnik (1964-1980)
- Alojzij Šuštar (1980-1997)
- Franc Rodé CM (1997-2004)
- Alojzij Uran (2004-2009)
- Anton Stres CM (2009-2013)
- Stanislav Zore OFM (od 4. října 2014)

## Světící biskupové
- 1639–1651 Michael Chumer
- 1769–1772 Jan Karel z Herbersteinu
- 1789–1793 Franc Jožef Mikolič
- 1795–1800 Franz von Raigesfeld
- 1801–1818 Johannes Antonius Ricci
- 1929–1930 Gregorij Rožman
- 1963–1964 Jože Pogacnik
- 1967–1988 Stanislav Lenic
- 1983–1999 Jožef Kvas
- od 2005 Anton Jamnik